# Білоберізька сільська рада
| Білоберізька сільська рада — орган місцевого самоврядування у Верховинському районі Івано-Франківської області з адміністративним центром у с. Білоберізка. Історична дата утворення: в 1956 році. Івано-Франківська обласна Рада народних депутатів рішенням від 14 червня 1994 року передала село Барвінків з Білоберізької сільради до Хороцівської. Водоймища на території, підпорядкованій даній раді: річка Черемош. Сільській раді підпорядковані населені пункти: - с. Білоберізка |

## Склад ради
Рада складається з 16 депутатів та голови.

### Керівний склад ради
| ПІБ                       | Основні відомості                                                                             | Дата обрання | Дата звільнення |
| ------------------------- | --------------------------------------------------------------------------------------------- | ------------ | --------------- |
| Тинкалюк Василь Палійович | Сільський голова, 1953 року народження, освіта, член Всеукраїнського об'єднання «Батьківщина» | 26.03.2006   | 08.12.2009      |
| Іванюк Дмитро Іванович    | Сільський голова, 1977 року народження, освіта вища, безпартійний                             | 31.10.2010   |                 |

Примітка: таблиця складена за даними джерела

## Населення
Згідно з переписом УРСР 1989 року чисельність наявного населення сільської ради становила 2137 осіб, з яких 1036 чоловіків та 1101 жінка.
За переписом населення України 2001 року в сільській раді мешкала 1231 особа.

### Мова
Розподіл населення за рідною мовою за даними перепису 2001 року:
| Мова       | Відсоток |
| ---------- | -------- |
| українська | 99,76 %  |
| російська  | 0,16 %   |
| білоруська | 0,08 %   |